# A modo tuo
A modo tuo è un singolo della cantante italiana Elisa, il sesto estratto dal settimo album in studio L'anima vola e pubblicato il 7 novembre 2014.

## Descrizione
Il brano, scritto e composto da Luciano Ligabue, è una dedica alla figlia del cantante Linda. Si tratta del secondo brano scritto da Ligabue e interpretato per sua scelta da Elisa dopo Gli ostacoli del cuore. Al riguardo, Elisa ha dichiarato:

## Accoglienza
A modo tuo è stato accolto in maniera positiva da parte della critica specializzata, venendo considerati tra i migliori della carriera della cantante. Stefano Landi de Corriere della Sera ha inserito il brano al 5º posto della lista dei 10 brani più belli dedicati ai figli.
Rockol ha descritto il brano come il racconto «dell'acquisizione di autonomia e indipendenza di una persona che nasce come una parte di te per diventare sé», soffermandosi sul fatto che «l'aggettivo più ricorrente, difficile, riguarda soprattutto una serie di prese di coscienza dell'adulto». Fanpage.it afferma che il brano affronti «la difficoltà intrinseca nella genitorialità» contrapposta alla «bellezza di poter crescere un figlio».

## Video musicale
Il video è stato reso disponibile il 7 novembre 2014 attraverso il canale YouTube di Elisa. A cura della regista Sara Tirelli, è stato girato nella riserva naturale del Lago di Cornino e nella Cava Romana di Aurisina.
Gli unici protagonisti sono Elisa, il marito e chitarrista Andrea Rigonat e la loro primogenita Emma Cecile.

## Tracce
Testi di Luciano Ligabue, musiche di Elisa Toffoli.
1. A modo tuo (Radio Edit) – 4:06

## Classifiche
| Classifica (2014) | Posizione massima |
| ----------------- | ----------------- |
| Italia            | 18                |

## Altre versioni
Nel 2015 Ligabue ha pubblicato la propria versione come singolo.